# Catarina de Vadstena
Santa Catarina da Suécia ou Catarina de Vadstena (1331 ou 1332 – Vadstena, 24 de Março de 1381) foi uma monja católica, que pertencia uma família nobre ligada aos reis suecos. Sua mãe era Santa Brígida da Suécia. Ela levou uma vida absolutamente dedicada à fé cristã.
Formou-se na Abadia de Bisberg, permanecendo ali até se casar com um homem inválido.
E quando ficou viúva, como a sua crença em Deus era enorme, abriu-se a uma consagração total e foi viver junto de sua mãe em Roma, onde permaneceram por 23 anos. Com ela fez várias peregrinações.
Tornou-se Abadessa na Abadia de Vadstena, onde permaneceu até a morte.
Escreveu um trabalho intitulado “Consolação da Alma” (Sielinna Troest).
Embora houvesse quem tivesse feito esforços para isso, a canonização nunca ocorreu, mas, em 1484 o Papa Inocêncio VIII deu permissão para o seu culto como santa na Suécia e alguns de seus pertences foram preservadas como relíquias.
Dentro da Igreja Católica, o seu dia de festa é 24 de Março, enquanto que na Suécia é 2 de Agosto.
É protectora contra os abortos.